# عبد العزيز النمش
عبد العزيز النمش (24 أغسطس 1931 - 22 مايو 2002)، ممثل كويتي اشتهر بأداء شخصية المرأة في كافة أعماله الفنية.

## عن حياته
ولد في حي القبلة، في بداية حياته عمل في التجارة وعمل سائق شاحنات بين منطقتي الشعيبة والأحمدي، وبعد تأسيس تلفزيون الكويت في عام 1961 حصل على وظيفة عامل فني، ثم تدرج في العمل من خدمات الإنتاج إلى المشتريات، وأعمال التصوير والإضاءة، وهو أحد مؤسسي «فرقة المسرح الحر» عام 1974، اشتهر بإجادة دور المرأة الكويتية الشعبية في ظل ندرة العناصر النسائية خصوصاً في بداية الفن في الكويت.

## مسيرته الفنية
كانت بدايته من خلال تجسيد دور المرأة منذ أن كان في المدرسة، ولم يمثل دور الرجل إلا مرتين في حياته الفنية، وقد بدأ أداء هذه الأدوار مع المسرح الشعبي بمسرحية سكانه مرته عام 1964 في دور «المطوعة مكية»، وله عدة مسلسلات ومسرحيات عرف بدور «أم عليوي»، بعد مشاركته في مسلسل أبو عليوي وأم عليوي. مثل دور البطولة في العروض المسرحية منذ عام 1966 وبرز في مسرحية كازينو أم عنبر.

## وفاته
كان يعاني من المرض وكان قد أجرى عمليتين جراحيتين تكللتا بالنجاح الأولى كانت عملية قلب والثانية عملية شلل وقد أجرى العمليتين خارج الكويت على نفقة وزارة الدفاع وبدعم من الشيخ سالم الصباح، وقد توفي إثر جلطة في 22 مايو 2002 وقد حضر دفنه العديد من رواد المسرح الكويتي منهم عبد الحسين عبد الرضا، وخالد النفيسي، وإبراهيم الصلال، وخليل إسماعيل.

## أعماله

### من المسلسلات
| سنة الإنتاج | المسلسل                       |
| ----------- | ----------------------------- |
| 1964        | عائلة بو جسوم                 |
| 1964        | مذكرات بو عليوي               |
| 1968        | الصبر مفتاح الفرج             |
| 1969        | قحصة ملحة                     |
| 1970        | مواقف                         |
| 1971        | صاده ما صاده                  |
| 1972        | أشواك الربيع - سهرة تلفزيونية |
| 1976        | الركاده زينة                  |
| 1977        | درب الزلق                     |
| 1977        | سوق الفريج                    |
| 1978        | الأقدار                       |
| 1978        | الأخوة الثلاثة                |
| 1978        | حقنا مقنا                     |
| 1979        | الجفاف يقتل الندى             |
| 1981        | الإخوة الثلاثة                |
| 1980        | الدانة                        |
| 1986        | فايز التوش - الجزء الثاني     |
| 1987        | سوالف أم هلال                 |
| 1989        | فايز التوش - الجزء الثالث     |

### من المسرحيات
| سنة الإنتاج | المسرحية           |
| ----------- | ------------------ |
| 1964        | سكانه مرته         |
| 1964        | غلط يا ناس         |
| 1965        | جنون فنون          |
| 1966        | يمهل ولا يهمل      |
| 1966        | كازينو أم عنبر     |
| 1967        | حرامي آخر موديل    |
| 1970        | رزنامة             |
| 1973        | إبراهيم الثالث     |
| 1976        | العانس             |
| 1976        | ضحية بيت العز      |
| 1977        | رجال نساي          |
| 1979        | بيت بو صالح        |
| 1979        | حرم سعادة الوزير   |
| 1980        | طبيب رغم أنفه      |
| 1981        | حكمة محكمة السلطان |
| 1982        | صارت نشب           |
| 1983        | يا معيريس          |
| 1983        | فرسان المناخ       |
| 1985        | ممثل الشعب         |
| 1987        | دقت الساعة         |
| 1988        | هالو بانكوك        |
| 1988        | المدسة العجيبة     |
| 1988        | أرض وقرض           |
| 1996        | عالمكشوف           |
| 1999        | يا غافل لك الله    |

## تكريمه
تم تكريمه في 1997 بالمهرجان المسرحي الخامس، وفي 23 سبتمبر 1998 تم تكريمه من المجلس الوطني للثقافة والفنون في الموسم الثقافي.

## روابط خارجية
- عبد العزيز النمش على موقع قاعدة بيانات الأفلام العربية
- عبد العزيز النمش على موقع قاعدة بيانات الفيلم (الإنجليزية)